# Wikipédia en judéo-espagnol
Wikipédia en judéo-espagnol (en judéo-espagnol : Vikipedya en lingua Judeo-Espanyola) est l'édition de Wikipédia en judéo-espagnol (ou ladino), langue ibéro-romane parlée dans différentes cités autour de la Méditerranée. L'édition est lancée en septembre 2005,. Son code est : lad.
Au 21 mars 2025, l'édition en judéo-espagnol contient 3 813 articles et compte 22 913 contributeurs, dont 33 contributeurs actifs et 4 administrateurs.

## Présentation

Aire de diffusion du judéo-espagnol.

## Statistiques
- Le 12 mars 2015, l'édition en judéo-espagnol compte 3 356 articles et 9 450 utilisateurs enregistrés[3], ce qui en fait la 179e[4] édition linguistique de Wikipédia par le nombre d'articles et la 153e[5] par le nombre d'utilisateurs enregistrés, parmi les 287 éditions linguistiques actives.
- Le 7 octobre 2022, elle contient 3 605 articles et compte 19 813 contributeurs, dont 20 contributeurs actifs et 5 administrateurs.
- Le 13 septembre 2024, elle contient 3 717 articles et compte 22 268 contributeurs, dont 25 contributeurs actifs et 4 administrateurs.